# Солсбери (Пенсилванија)
Солсбери (енгл. Salisbury) град је у америчкој савезној држави Пенсилванија.

## Демографија
По попису из 2010. године број становника је 727, што је 151 (-17,2%) становника мање него 2000. године.
| Група             | 2000.       | 2010.       |
| Белци             | 868 (98,9%) | 721 (99,2%) |
| Афроамериканци    | 0 (0,0%)    | 0 (0,0%)    |
| Азијати           | 0 (0,0%)    | 0 (0,0%)    |
| Хиспаноамериканци | 7 (0,8%)    | 1 (0,1%)    |
| Укупно            | 878         | 727         |